# Libro de la Tierra

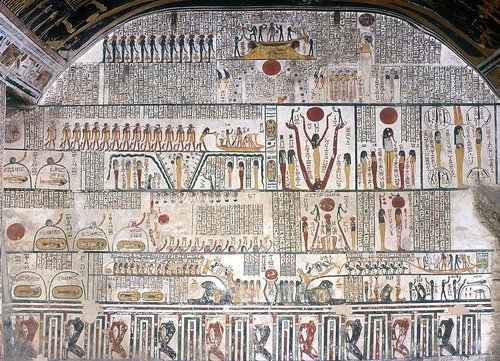
Libro de la Tierra en la tumba KV9.

El Libro de la Tierra, también llamado Libro de Aker o La Creación del Disco Solar es un texto funerario del Antiguo Egipto.
Aparece por primera vez  en la tumba de Merenptah (KV8), de la Dinastía XIX de Egipto. Más tarde también se encuentra en las tumbas de Tausert (KV14), Ramsés III (KV11), Ramsés VI (KV9), Ramsés VII (KV1) y Ramsés IX (KV6). También se han hallado escenas individuales del libro en el cenotafio de Seti I en Abidos y en la tumba de Osorcón II en Tanis. Las escenas, en general, sirven como contraparte a las representaciones finales del Libro de las Cavernas, otro libro también de exclusividad regia. En la dinastía XX, como en la tumba de Ramsés VI, la más completa se puede encontrar el Libro de la Tierra en paredes y pilares con un techo representando el Libro del Día y de la Noche.
Los personajes centrales del libro son Osiris, Re y el Ba y trata del relato del viaje del sol en el mundo subterráneo, donde aparecen también las divinidades Gueb y Tatenen y al que abre las puertas el dios Aker para que pueda ocurrir la resurrección solar.